# Puccinia coronata
Puccinia coronata, auch als Kronenrost bekannt, ist eine Ständerpilzart aus der Ordnung der Rostpilze (Pucciniales). Der Pilz ist ein Endoparasit von Kreuzdorn, Ölweiden und Berchemia sowie einer Vielzahl an Süßgrasgattungen. Symptome des Befalls durch die Art sind Rostflecken und Pusteln auf den Blattoberflächen der Wirtspflanzen. Sie ist weltweit verbreitet.

## Merkmale

### Makroskopische Merkmale
Puccinia coronata ist mit bloßem Auge nur anhand der auf der Oberfläche des Wirtes hervortretenden Sporenlager zu erkennen. Sie wachsen in Nestern, die als gelbliche bis braune Flecken und Pusteln auf den Blattoberflächen erscheinen.

### Mikroskopische Merkmale

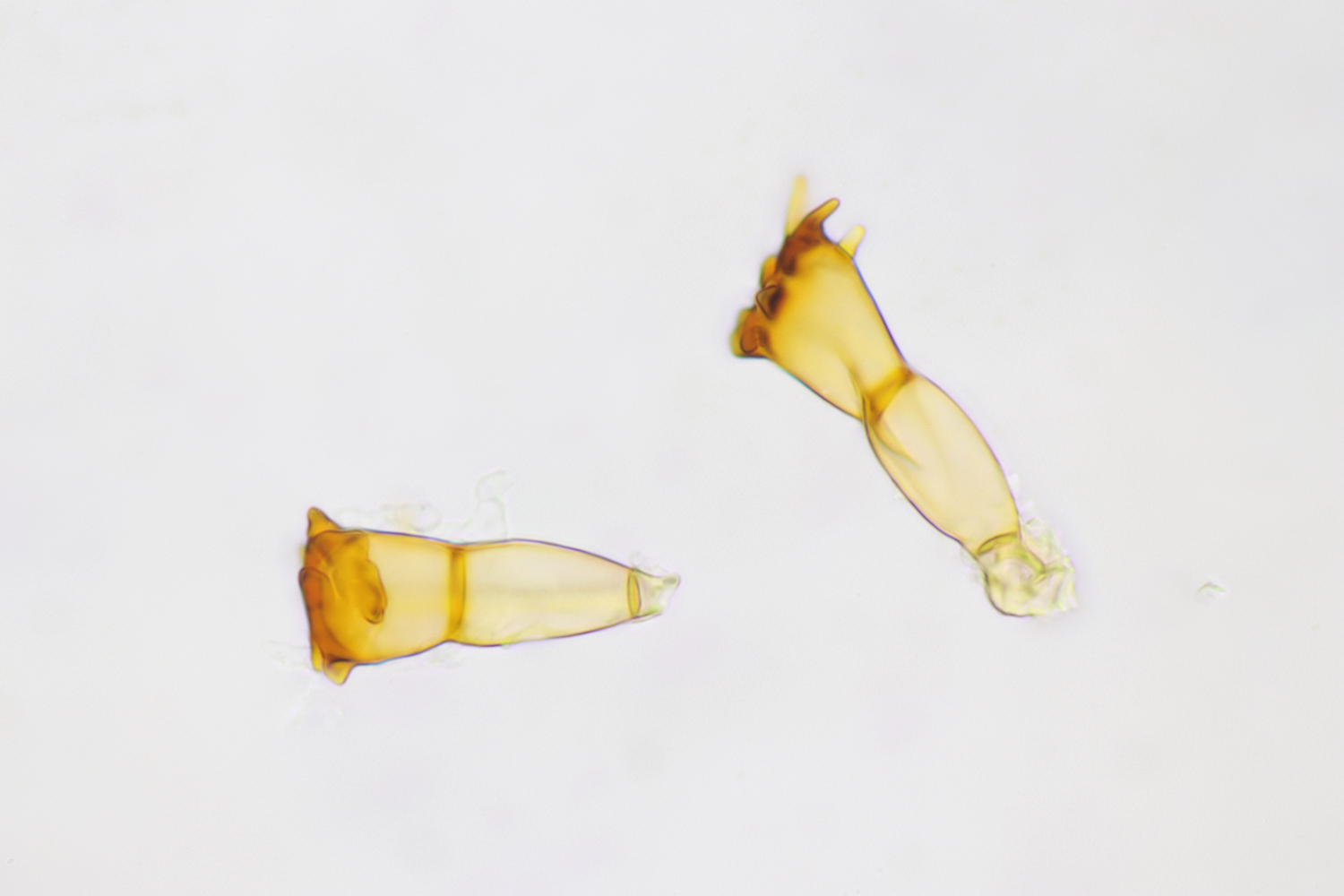
Puccinia coronata, Teliospore mit apikaler Krönung, auf Rohrglanzgras (Phalaris arundinacea)

Das Myzel von Puccinia coronata wächst wie bei allen Puccinia-Arten interzellulär und bildet Saugfäden, die in das Speichergewebe des Wirtes wachsen. Ihre Spermogonien sind unbekannt. Die weißlichen Aecien der Art wachsen überwiegend unterseitig in Gruppen auf der Oberfläche der Wirtsblätter. Ihre hellgelblichen Aeciosporen sind 16–24 × 15–19 µm groß und warzig. Die beid- oder überwiegend unterseitig wachsenden Uredien des Pilzes sind gelb bis gelbbraun, sie besitzen farblose Paraphysen. Die hell gelblichen bis fast farblosen Uredosporen der Art sind 19–25 × 17–21 µm groß, ellipsoid bis breitellipsoid und stachelwarzig. Die beidseitig wachsenden Telien der Art sind schwärzlich, lang bedeckt und mit Paraphysen versehen. Die gold- bis kastanienbraunen Teliosporen sind zweizellig, in der Regel keulenförmig und apikal gekrönt, runzlig und meist 36–65 × 14–19 µm groß. Ihre Stiele sind gelblich bis bräunlich und kurz. Das an eine Krone erinnernde Aussehen dieser Sporen ist Ursache für die Bezeichnung Kronenrost.

## Verbreitung
Das bekannte Verbreitungsgebiet von Puccinia coronata umfasst die gesamte Welt.

## Ökologie
Die Wirtspflanzen von Puccinia coronata sind für den Haplonten Kreuzdorn-, Ölweiden- und Berchemia-Arten, für den Dikaryonten zahlreiche verschiedene Gattungen der Süßgräser. Der Pilz ernährt sich von den im Speichergewebe der Pflanzen vorhandenen Nährstoffen, seine Sporenlager brechen später durch die Blattoberfläche und setzen Sporen frei. Die Art durchläuft einen makrozyklischen Entwicklungszyklus mit Spermogonien, Aecien, Telien und Uredien. Als heteroöker Parasit macht sie einen Wirtswechsel durch.